# 小行星63305
小行星63305（63305 Bobkepple）是一颗绕太阳运转的小行星，为主小行星带小行星。该小行星于2001年3月17日发现。
該小行星以美國作家喬治·羅伯特·凱普爾（George Robert Kepple）命名。

## 轨道参数
小行星63305的轨道半长轴为3.1984526 UA，离心率为0.156。